# Головна партія
Головна партія (англ. First subject group) — перший структурно оформлений розділ сонатної експозиції (і репризи), який є викладом головної теми в основній тональності (часто разом з її розвитком, що відбувається безпосередньо після головної теми. 

## Гармонія
Гармонічна функція головної партії — забезпечити верховенство тоніки головної тональності. Ця функція також надзвичайно важлива, тому що тоніка повернеться тепер тільки в репризі, до цього кількість стійких розділів мінімально. У головній партії тоніка повинна бути виражена максимально виразно і довершено, щоб форма мала внутрішнє тяжіння до неї в репризі. 
Ці умови спричиняють до деяких гармонічних обмежень головної партії. Вона в основному складається з тоніко-доминантових зворотів. Субдомінанта з'являється часто тільки в каденції (тому що вона може похитнути верховенство тоніки), нечасто зустрічаються відхилення. Головна партія завжди закінчується в головній тональності, каденцією на тоніці або домінанті.

## Тематизм
Тематизм головної партії також повинен володіти декількома певними властивостями. Мотиви теми повинні бути чіткими й легко відділятися один від іншого в процесі розвитку. Кожен мотив теми є самостійним і значним. Це пов'язано із серйозністю музичного змісту сонатної форми. Тому в головній партії рідкі жанрові теми.

## Форма
Критерію стислості і ємності відповідає й форма головної партії. У більшості випадків це період або велике речення. Більш розгорнуті форми рідкі.